# Saint-Bernard (Côte-d’Or)
Saint-Bernard – miejscowość i gmina we Francji, w regionie Burgundia-Franche-Comté, w departamencie Côte-d’Or.
Według danych na rok 1990 gminę zamieszkiwało 236 osób, a gęstość zaludnienia wynosiła 64 osoby/km² (wśród 2044 gmin Burgundii Saint-Bernard plasuje się na 676. miejscu pod względem liczby ludności, natomiast pod względem powierzchni na miejscu 1302.).